# Nybøl Kirke
Nybøl Kirke er en kirke i landsbyen Nybøl nordøst for Nybøl Nor i Sønderjylland. Kirken fra omkring 1150 er en typisk romansk kampstenbygning, som er nævnt første gang i Rydårbogen den 23.05.1191.
Det middelalderlige klokkehus står nord for kirken.
Kirken har romansk kor og skib med afrundet vestforlængelse fra middelalderen og korforlængelse fra 1582. På de forskellige gavle ses årstallene fra kirkens restaureringer.
Altertavlen har sidestykke fra 1804 og topstykke fra 1646. Storstykket forestiller Kristus som havemand og Maria Magdalene, malet af kirkemaleren Jes Jessen fra Flensborg.
Døbefonten med de gamle plattyske indskrifter er i romansk granit. Fonten har gennem tiderne haft forskellige placeringer. I den katolske tid stod den ved udgangen da udøbte børn ikke måtte bæres ind i kirkens hellige rum. Siden er den blevet placeret under korbuen. I nutiden står den i korets nordvestlige hjørne. Messingfadet (1579) er fremstillet i Nürnberg. Ifølge overleveringerne er fadet skænket af borgfruen på gården "Holbæk" der lå på grænsen mellem Nybøl og Adsbøl Sogn.
Prædikestolen fra 1608 med nytestamentlige relieffer er fra Hinrich Ringerincks værksted, Flensborg.
På nordvæggen hænger et trefløjet maleri af Viggo Kragh-Hansen, Nybøl Nor, som viser Kristi korsfæstelse med Kragh-Hansens omgangskreds ved Jesu fødder.
Kirkeskibet "Pax" er en tremastet fuldrigger, bygget 1948 af Søren Peter Mortensen, Helnæs.
Under krigen i 1864 blev kirken brugt som ammunitionsbunker. Inventaret blev fjernet og kirkens tykke vægge skulle beskytte mod en fuldtræffer indtil de danske kanoner blev fordrevet fra Dybbøl by den 22. februar.
Kirkegårdén er præget af den tyske tid fra 1864 til Genforeningen i 1920. I midten af 1980erne blev kirkegården udvidet mod øst og nord for den gamle kirkegård, der er indhegnet af et gammelt stendige. Kapellet er opført i 1960 og graverhuset i 1985.
På kirkegården ligger en hel familie begravet, som omkom ved Katastrofen på Haderslev Dam i 1959.
- Nybøl Kirke
- Mindesten for Faldne fra 1. verdenskrig fra Nybøl Sogn

## Mindetavler på graverbygningen
- Johannitterlazarettet på Nybøl Skole
- General von Raven
- Major Carl von Jena